# Осипенко Олексій Олександрович
Олексі́й Олекса́ндрович Осипе́нко (нар. 28 грудня 1994, Кіровоград, Україна) — український футболіст, півзахисник новокаховської «Енергії».

## Життєпис
Улітку 2016 року став гравцем новокаховської «Енергії».